# A' Katīgoria 1975-1976
L'edizione 1975-76 della A' Katīgoria fu la 37ª del massimo campionato cipriota; vide la vittoria finale dell'Omonia, che conquista il suo sesto titolo, il terzo consecutivo.
Capocannoniere del torneo fu Sōtīrīs Kaïafas dell'Omonia con 39 reti.

## Formula
Le 15 squadre partecipanti hanno disputato il campionato incontrandosi in due gironi di andata e ritorno, per un totale di 28 giornate. Non erano previste retrocessioni.

## Classifica finale
|  |    | Classifica          | G  | V  | N  | P  | GF | GS | DR  | Punti |
|  | -- | ------------------- | -- | -- | -- | -- | -- | -- | --- | ----- |
|  | 1  | Omonia (C)          | 28 | 24 | 2  | 2  | 83 | 18 | +65 | 50    |
|  | 2  | APOEL (CC)          | 28 | 17 | 8  | 3  | 65 | 18 | +47 | 42    |
|  | 3  | EN Paralimni        | 28 | 17 | 8  | 3  | 45 | 19 | +26 | 42    |
|  | 4  | Pezoporikos Larnaca | 28 | 11 | 11 | 6  | 32 | 18 | +14 | 33    |
|  | 5  | Anorthōsis          | 28 | 10 | 12 | 6  | 39 | 30 | +9  | 32    |
|  | 6  | Olympiakos Nicosia  | 28 | 14 | 2  | 12 | 54 | 40 | +14 | 30    |
|  | 7  | Alkī Larnaca        | 28 | 10 | 10 | 8  | 45 | 43 | +2  | 30    |
|  | 8  | AEL Limassol        | 28 | 11 | 8  | 9  | 39 | 44 | -5  | 30    |
|  | 9  | Apollōn Limassol    | 28 | 10 | 9  | 9  | 43 | 36 | +7  | 29    |
|  | 10 | Nea Salamis         | 28 | 8  | 8  | 12 | 35 | 46 | -11 | 24    |
|  | 11 | EPA Larnaca         | 28 | 5  | 12 | 11 | 33 | 35 | -2  | 22    |
|  | 12 | Evagoras Paphou     | 28 | 6  | 6  | 16 | 30 | 68 | -38 | 18    |
|  | 13 | Digenīs Morphou     | 28 | 5  | 7  | 16 | 31 | 65 | -34 | 17    |
|  | 14 | Arīs Limassol       | 28 | 4  | 7  | 17 | 30 | 70 | -40 | 15    |
|  | 15 | ASIL Lysī           | 28 | 1  | 4  | 23 | 17 | 71 | -54 | 6     |

G = Partite giocate; V = Vittorie; N = Nulle/Pareggi; P = Perse; GF = Goal fatti; GS = Goal subiti; DR = Differenza reti.
- (C): Campione nella stagione precedente
- (CC): Vince la Coppa di Cipro

### Verdetti
- Omonia Campione di Cipro 1975-76.
- nessuna retrocessione in Seconda Divisione.

### Qualificazioni alle Coppe europee
- Coppa dei Campioni 1976-1977: Omonia qualificato.
- Coppa delle Coppe 1976-1977: APOEL qualificato.
- Coppa UEFA 1976-1977: EN Paralimni qualificato.